# Gang du Caire

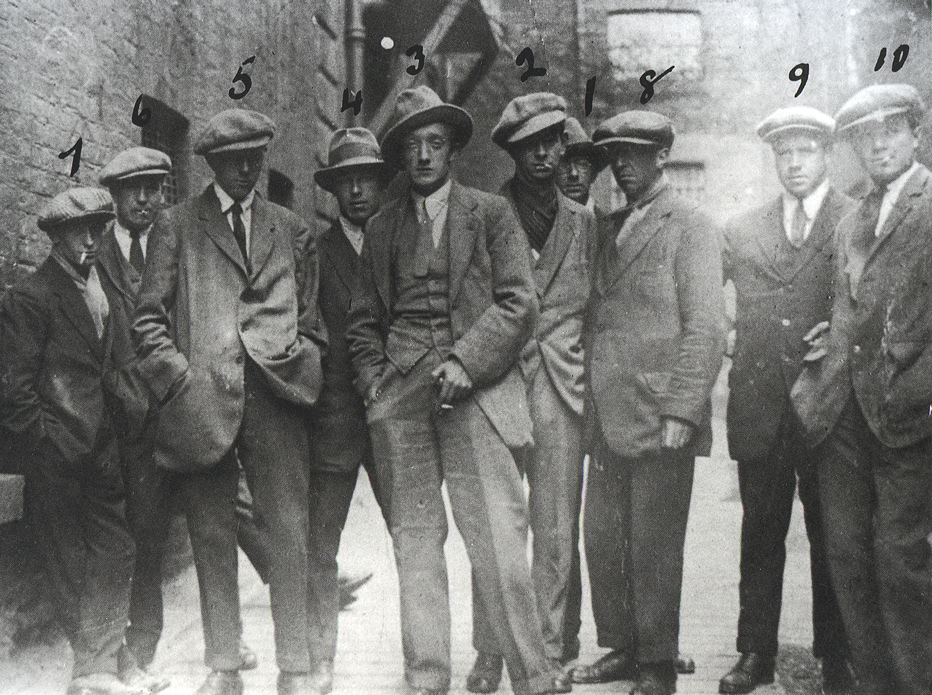
Une photo des archives de la Bibliothèque nationale d'Irlande, souvent décrite comme montrant le gang du Caire, mais qui est plus probablement une photo du gang d'Igoe.

Le gang du Caire était le nom donné lors de la guerre d'indépendance irlandaise au début des années 1920 à un groupe de 18 officiers des services de sécurité britanniques. Ils avaient été envoyés en Irlande pour infiltrer les organisations nationalistes irlandaises. Par "infiltrer", il faut comprendre l'élimination physique des dirigeants républicains les plus importants. Au mois d'octobre 1920, ce gang comptait déjà 17 victimes à son actif. Le gang fut décimé lors du Bloody Sunday.
Ils étaient surnommés ainsi en raison de leurs fréquentes rencontres au Cairo Cafe sur la place de Sackville à Dublin. D'autres raisons ont été invoquées mais restent débattues par les historiens, en particulier un éventuel passé en commun de ces agents au Moyen-Orient. Certains étaient Irlandais ou descendants d'Irlandais.

## Assassinats
Le 21 novembre 1920, le ministre des Finances de la république d'Irlande et leader de l’Irish Republican Brotherhood Michael Collins ordonne l'assassinat d'agents britanniques, incluant ceux du gang. Tôt le matin, 12 de ces agents furent tués par les hommes de Collins, certains à leur domicile. Trois autres survécurent à leurs blessures. Le plan de Collins était de tuer plus de 50 agents ou leurs informateurs, mais une partie des cibles ne purent être atteintes par les hommes de l'IRA.
Les forces britanniques réagissent en ouvrant le feu sur la foule pendant un match de football gaélique disputé à Croke Park à Dublin.

## Conséquences
Cette série d’assassinats handicapa sévèrement les services secrets britanniques en Irlande, provoquant le départ des derniers agents du gang et causant la consternation dans toute l'administration britannique. Le gang du Caire fut remplacé par celui d'Igoe, du nom d'Eugene Igoe, formés de policiers irlandais venus d'autres provinces.